# Джонс Гопкінс
Джонс Го́пкінс (англ. Johns Hopkins; 19 травня 1795 року, Енн-Арундел, Меріленд — 24 грудня 1873 року, Балтимор) — американський підприємець і філантроп.

## Біографія
Був другим з одинадцяти дітей, народжених у родині Самуеля Гопкінса (1759–1814) з Крофтона, штат Меріленд, і Ганни Дженні (1774–1864) з округу Лаудун, штат Вірджинія. Сімейною справою Гопкінсів було вирощування тютюну.
Гопкінси були членами протестантської конфесії Релігійної спілки друзів (квакерами). У 1807 році вони звільнили своїх рабів згідно з тодішніми тенденціями в суспільстві й зробили їхню працю вільною. 12-річний Джонс змушений був працювати на сімейному підприємстві, що заважало навчанню. З 1806-го до 1809 року він, ймовірно, відвідував місцеву безплатну школу в окрузі Енн-Арундел, у сучасному Девідсонвіллі (штат Меріленд).
У 1812 році Гопкінс покинув плантацію батьків й перейшов працювати до свого дядька Джерарда Гопкінса, який займався гуртовою торгівлею в Балтиморі. Проживаючи в сім'ї дядька, Джонс закохався у свою двоюрідну сестру Елізабет, однак табу квакерів на шлюби двоюрідних родичів не дало змоги їм побратися. Ні Джонс, ні Елізабет у подальшому так і не створили родини.

## Заняття бізнесом
Перші успіхи в бізнесі прийшли до Гопкінса, коли дядько поставив (1812) його на чолі магазину. Через сім років роботи з дядьком Гопкінс перейшов працювати до Бенджаміна Мура, теж квакера. Це ділове партнерство також не мало успіху, на думку Мура, причиною була схильність Гопкінса до накопичення капіталу.
У 1819 році Гопкінс разом з трьома своїми братами організував торгове підприємство «Гопкінс і брати» (англ. Hopkins & Brothers Wholesalers), яке займалося в долині Шенандоа виїзною торгівлею з великовагових фургонів на кінній тязі. Згодом брати Гопкінси вже поставляли товари на території штатів Меріленд, Вірджинія, Північна Кароліна і навіть в Огайо. Особливістю роботи компанії було те, що вона приймала як засіб розрахунку за товари віскі, яке потім перепродувалось під маркою «Hopkins' Best».
Більшу частину своїх статків Гопкінс зумів нажити завдяки розумним інвестиціям у велику кількість підприємств, передовсім у «Залізниці Балтимора і Огайо» (англ. The Baltimore and Ohio Railroad (B&O)), де він обіймав керівні пости з 1847 року, а з 1855-го він був головою Фінансового комітету. Був також президентом Купецького банку, директором низки інших організацій. У 1847 році Гопкінс вийшов на пенсію. У 1857 і 1873 роках, використовуючи власні кошти, Гопкінс виводив з боргів «Залізницю Балтимора і Огайо».
Станом на 1996 рік Джонс Гопкінс перебував у 69-му рядку списку «сотні багатих від Бенджаміна Франкліна до Білла Гейтса».

## Шпиталь та університет Джонса Гопкінса

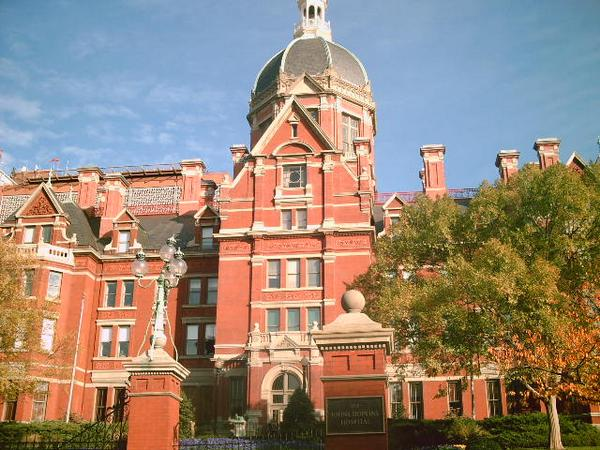
Шпиталь Джонса Гопкінса (2012)

За заповітом Джонса Гопкінса було засновано Шпиталь Джонса Гопкінса (на той час це був найбільший благодійний спадок в історії Сполучених Штатів — $ 7 000 000 ~ 137300000 US $ у 2013 році). За шість років до смерті Гопкінс заснував дві організації — одну, яка займалася створенням шпиталю, й іншу, яка опікувалася створенням університету, і розділив (1870) між ними порівну суму заповіту. Університет Джонса Гопкінса відчинив свої двері у 1876 році.
Згідно із задумом Гопкінса, шпиталь повинен був поєднувати лікування пацієнтів з викладанням лікувальної справи студентам та проведенням наукових досліджень. Початкові плани облаштування лікарні були розроблені хірургом Джоном Шоу Біллінгсом (англ. John Shaw Billings). Архітектурний проєкт виконано Джоном Рудольфом Нірнзее (англ. John Rudolph Niernsee) і завершено Едвардом Кларком Каботом (англ. Edward Clarke Cabot) з Бостонської фірми «Кабот і Чендлер». Відкриття відбулося 7 травня 1889 року. Шпиталь увійшов у структуру Медичної школи Джонса Гопкінса — складової частини Університету Джонса Гопкінса.
За заповітом Гопкінса також було створено в окрузі Балтимор будинок для афроамериканських дітей.